# Distretto di In Buri
Il distretto di In Buri (in thailandese: อินทร์บุรี) è un distretto (amphoe) della Thailandia, situato nella provincia di Singburi.